# Caravelle (timbre du Portugal)
Pour les articles homonymes, voir Caravelle.
Les timbres au type Caravelle est une série de timbres d'usage courant portugais émis de 1943 à 1957.
Le figuré représente une caravelle et la mention Correio de Portugal (Poste du Portugal). Il a été dessiné par Jaime Martins Barata et gravé par Gustavo de Almeida Araújo, pour être imprimé en typographie par Casa da Moeda.
La série a connu deux émissions, toutes retirées de la vente le 31 août 1957 :
- émissions de mars-avril 1943,
- émissions d'août 1948 à juillet 1949.

### Source
- Selos Postais, catalogue de timbres portugais, éd. Afinsa.